# District d'Iwanai

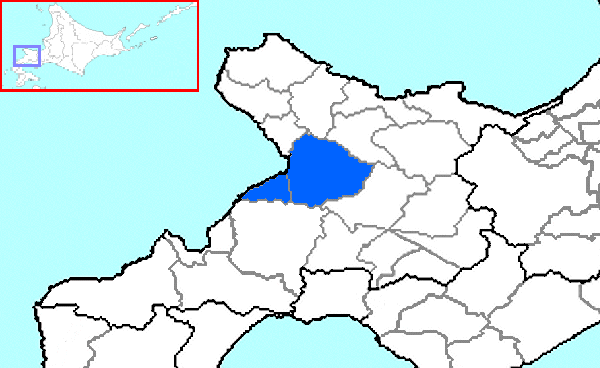
Emplacement du district d'Iwanai dans la sous-préfecture de Shiribeshi.

Le district d'Iwanai (岩内郡, Iwanai-gun) est un district de la sous-préfecture de Shiribeshi sur l'île de Hokkaidō au Japon.

## Géographie
Le district d'Iwanai est situé dans la partie nord-ouest de la sous-préfecture de Shiribeshi, au sud-ouest de Sapporo.
Au 1er avril 2015, la population du district est estimée à 19 844 habitants pour une superficie totale de 375,51 km2, soit une densité de 52,8 personnes/km2.

## Histoire
À l'ère Edo, la région sud d'Ezo est sous la domination du clan Matsumae. En 1855, la région de l'actuel district d'Iwanai passe sous le contrôle du clan Sakai du domaine de Tsuruoka.
En 1869, après la fin de la guerre civile de Boshin, le bureau de colonisation de Hokkaidō, organisme du gouvernement de Meiji chargé du développement de l'ensemble des territoires situés au nord de l'île principale du Japon, Honshū, effectue un redécoupage administratif de l'île d'Hokkaidō en créant 11 provinces, elles-mêmes découpées pour former 86 districts. Le district d'Iwanai est créé dans la nouvelle province de Shiribeshi. La réalité administrative de la nouvelle entité juridique ne débute cependant qu'en 1879 avec le découpage des districts en bourgs et villes.

## Bourgs et villages
- Iwanai
- Kyōwa